# 特勞斯代爾縣
特勞斯代爾县（英語：Trousdale County）是美國田納西州北部的一個縣。面積302平方公里，是全州面積最小的縣。根據美國2000年人口普查，共有人口7,259人。縣治哈茲維爾（Hartsville）與縣政府為同一單位。
成立於1870年6月21日。縣名紀念州長、駐巴西公使威廉·特勞斯代爾。